# Žgombići
Žgombići su naselje u Hrvatskoj u sastavu općine Malinske – Dubašnice. Nalaze se u Primorsko-goranskoj županiji.

## Zemljopis
Nalaze se na otoku Krku. Jugozapadno su Milovčići, Ljutići, Sveti Anton, Sveti Ivan i Sabljići, zapadno je Turčić, sjeverozapadno su Zidarići i Milčetići, Bogovići, Malinska i Radići, sjeverno su Kremenići, sjeveroistočno su Maršići i Rasopasno, istočno je Gabonjin, južno su Oštrobradić i Barušići.

## Stanovništvo
| broj stanovnika | 49    | 54    | 57    | 53    | 55    | 64    | 76    | 48    | 46    | 38    | 25    | 30    | 25    | 34    | 59    | 59    | 72    |
|                 | 1857. | 1869. | 1880. | 1890. | 1900. | 1910. | 1921. | 1931. | 1948. | 1953. | 1961. | 1971. | 1981. | 1991. | 2001. | 2011. | 2021. |